# Nomada pascoensis
Nomada pascoensis är en biart som beskrevs av Cockerell 1903. Nomada pascoensis ingår i släktet gökbin, och familjen långtungebin. Inga underarter finns listade i Catalogue of Life.